# Grampus Island
Die Grampus Islands, andere Namen: Grampus Rocks, Sebastian Lobos, sind eine Gruppe von drei oder vier Phantominseln im nordwestlichen Pazifischen Ozean, die auf zahlreichen Karten und in Atlanten des 18. und frühen 19. Jahrhunderts süd- oder südöstlich von Japan verzeichnet sind. Der Archipel existiert tatsächlich nicht, möglicherweise wurden die Grampus Islands mit den Borodinoinseln verwechselt.

## John Meares
Erstmals erwähnt hat die Inseln der englische Seefahrer, Pelzhändler und Entdecker John Meares (* vermutlich 1756; † 1809). Er war im damals lukrativen Handel mit Robbenfellen zwischen Russisch-Amerika und China engagiert. Für seine zweite Handelsreise in den Pazifik nutzte Meares zwei Schiffe: die Feliz Aventureira, die er selbst kommandierte und die Efigenia Nubiana unter dem Kommando von William Douglas. Da Meares weder von der East India Company noch von der South Sea Company eine Handelslizenz hatte, segelten die Schiffe unter portugiesischer Flagge, was es ihm ermöglichte, in Macao – einem portugiesischen Besitz – frei zu handeln und in Kanton niedrigere Zölle zu zahlen. Am 5. April 1788 entdeckte die Mannschaft bei 145° 41 östlicher Länge „zwei kleine Inseln im Abstand von 9 oder 11 Kilometern“ („two small islands abreast 5 or 6 miles“), die Meares „Grampus Islands“ taufte.

„Though the gale was favourable, yet, from the appearence of the weather, it was thought prudent to shorten sail, and remain under such as would enable us to haul to the wind on either tack. The utmost vigilance and attention was employed to hard as much as possible against any danger, and we sailed, as usual, all night with the courses hauled up in the brails. These isles, of which we could not discern the number, we named Grampus Isles, from seeing a large grampus spouting up water close to the shore, which is a very uncommon sight in those seas.
Obwohl der Sturm nützlich war, erschien es angesichts des Wetters dennoch ratsam, die Segel zu kürzen und so zu belassen, dass wir sie auf beiden Seiten in den Wind hieven konnten. Mit höchster Wachsamkeit und Aufmerksamkeit wurde darauf geachtet, sich so gut wie möglich vor jeder Gefahr zu schützen, und wir fuhren, wie üblich, die ganze Nacht mit gerefften Segeln. Diese Inseln, deren Anzahl wir nicht bestimmen konnten, nannten wir Grampus-Inseln, weil wir nahe der Küste einen großen Grampus sahen, der Wasser spritzte, was in diesen Meeren ein sehr ungewöhnlicher Anblick ist.“

## Kartendarstellung unter unterschiedlichen Namen
Meares benannte den Archipel nach dem Rundkopfdelfin oder Risso-Delfin, lateinisch: Grampus griseus. Die Inseln wurden in der Folge unter unterschiedlichen Namen auf wechselnden Positionen in die Seekarten, Atlanten und Segelhandbücher aufgenommen. Auf einigen Karten auch als einzelne Insel, was zu zahlreichen Irritationen führte.
Der Name Sebastian Lobos (oder Lobez, Lopez), der auch für die Grampus Insel[n] verwendet wird, stammt wahrscheinlich von spanischen Karten. Der Beschreibung nach soll es eine große Insel sein, die von einem Riff umgeben ist. Ihre Position ist angeblich 25° 40´ Nord, 154° 00´Ost.
Der britische Marineoffizier und spätere Admiral George Anson erhielt 1739 den Befehl mit dem Flaggschiff HMS Centurion und weiteren sechs Schiffen im Pazifik Handelskrieg gegen Spanien zu führen. Anson gelang es am 20. Juni 1743 die reich mit Silber beladene, spanische Galeone Nuestra Señora de Covadonga vor Cabo del Espíritu Santo zu kapern. Dabei fielen ihm auch neueste spanische Seekarten in die Hand, die den Pazifischen Ozean mit den Handelsrouten der Manila-Galeonen abbildeten. Aus den erbeuteten Karten entwarf der britische Kartenmacher Richard William Seale (1703–1762) eine detailgenaue Pazifik-Karte, die südöstlich von Japan bei ungefähr 25° nördlicher Breite eine Insel mit Namen „Isla de Sebastian Lobos“ zeigt. Sie war Vorlage für zahlreiche Pazifik-Karten anderer Kartenmacher und dürfte mit der Insel Grampus auf späteren Karten identisch sein.
Der Verleger Matthew Carey (1760 – 1839) aus Philadelphia brachte im Jahr 1794 – vier Jahre nach der Veröffentlichung des Reiseberichtes von Meares – eine Karte heraus, auf der die Kurse der Südseereisen von James Cook eingezeichnet sind. Die Karte zeigt die Insel Sebastian Lobos („I. Sebastian de Lobos“) und südwestlich davon in geringer Entfernung eine Gruppe von vier kleinen Inseln mit dem Namen „the Gardens“. Möglicherweise ist dies eine Entstellung des Namens „Grampus“.
Auf einer 1804 erschienenen Pazifikkarte des deutschen Kartografen Christian Gottlieb Reichard ist sowohl die „I. Sebastian de Lopes“ als auch nordwestlich davon eine Gruppe von zwei kleinen Inseln mit Namen „In. Grampus“ eingezeichnet.
Um die Verwirrung vollständig zu machen, sind auf der 1850 erschienenen Pazifikkarte des britischen Geografen und Kartenmachers James Wyld (1812–1887) nicht nur die Insel Sebastian Lobos und die drei Grampus-Inseln abgebildet, sondern auch – südlich davon – eine Insel mit Namen „Mears I[sland]“
In Navigationshandbüchern ist die Position von Grampus Island unterschiedlich vermerkt. Während die geografische Breite mit 25° Nord relativ gleich bleibt, wird die Länge uneinheitlich angegeben, von 146° 40` bis 153° 55´ Ost., immerhin ein Unterschied von ungefähr 700 Kilometern. Allerdings war die Bestimmung der geografischen Länge erst ab der zweiten Hälfte des 18. Jahrhunderts hinreichend genau möglich, sodass auch neuere Karten zwangsläufig ungenau sind, sofern sie auf älteren Angaben beruhen.

## Weitere Karten
Eine Vielzahl von Karten und Atlanten bilden die Grampus Islands und/oder Sebastian Lobos ab. Hier einige weitere Beispiele:
- In der von Weigel und Schneider 1792 in Nürnberg herausgegebenen „Karte von Australien oder Polynesien, nach den Zeichnungen, Reisebeschreibungen und Tagebücher der vorzüglichsten Seefahrer bis 1789 entworffen im Jahr 1792“, sind sowohl „Grampus Is.“ als auch „Sebastian de Lobes“ abgebildet.

- Die Karte von Johannes Walch: „Australien (Südland) auch Polynesien oder Inselwelt, insgemein der fünfte Welltheil genannt […]“, Augsburg 1802, zeigt zwar die „I. Sebastina Lopez“, nicht jedoch die Grampus-Inseln.

- Adrien-Hubert Brué und J. Goujon: „Carte de L'Oceanie ou Cinquieme Partie Du Monde […]“, Paris 1822, zeigt den „Archipel de Magellan“ mit „Is. Grampus ou Lobos“ und den „Archipel de Lord Anson“ mit „Sebastian Lobos“.

- Jules Sebastian Cesar Dumont d'Urville: „Carte Generale De L'Ocean Pacific Dressee par M.M. D'Urville et Lottin d'apres les reconnaissances de la Corvette l'Astrolabe et les cecouvertes les plus recentes“, Paris 1833, zeigt „Is. Grampus“ und „I. Sebastien Lobos“.

## Zweifel an der Existenz
Erste Zweifel an der Existenz der Grampus Islands bzw. Sebastian Lobos kamen bereits zu Beginn des 19. Jahrhunderts auf, als die Inseln auf den meisten Karten noch abgebildet waren. Adam Johann von Krusenstern, Kommandeur der ersten russischen Weltumseglung, war nicht überzeugt, dass sie tatsächlich existierten:

„[...] über ihre Entdeckung und also auch über ihre Lage ist nichts Bestimmtes bekannt, und sie haben wahrscheinlich ihre Existenz auf den neuen Charten bloss dem Zufall zu verdanken, dass Lord Anson auf seiner berühmten im Jahr 1742 gemachten Prise eine Spanische Charte fand, nach welcher die Galleonen ihren Curs von Acapulco nach den Philippinen richteten. Diese Charte, von welcher sich eine verbesserte Copie in Anson’s Reise befindet, ist mit einer Menge Inseln angefüllt, welche man alle sorgfältig in neuere Charten überträgt, wenn gleich die vielen Fahrten in diesem Meere bewiesen haben, dass die meisten von ihnen, wenigstens nicht da, wo man sie verzeichnet hat, zu finden sind.“

Henry Teesdale (1776–1856) aus London, Herausgeber von Atlanten, Land- und Seekarten, publizierte 1834 eine Karte des Pazifischen Ozeans, auf der Grampus Island („I. Grampus“) sowie die Insel Sebastian Lopes („I. Sebastian Lopez ?“) abgebildet sind, letztere ist jedoch mit einem Fragezeichen versehen.
Der Pacific Islands Pilot aus dem Jahr 1891 listet die Grampus Islands zwar noch auf, schreibt aber, dass die Inseln von der deutschen Korvette Hertha nicht gesichtet wurden, als das Schiff die angegebene Position in geringer Entfernung passierte („could not be seen from on board the German corvette Hertha, which passed within 5 miles of that position“).

## Fazit
Die Grampus Islands gibt es nicht. Möglicherweise liegt eine Verwechslung mit den Daitō-Inseln vor, früher Borodino-Inseln, einer Gruppe von drei kleinen Inseln auf der geographischen Position 25° 13′ Nord und 131° 13′ Ost, die heute politisch zu Japan gehören. Sie liegen zwar rund 1500 km weiter westlich als die von Meares ermittelte Position, aber die Längengradbestimmung stützte sich zu jener Zeit lediglich auf die Addition der Etmale, ein Verfahren, das weitab von Landmarken sehr ungenau ist.